# Fomóirové

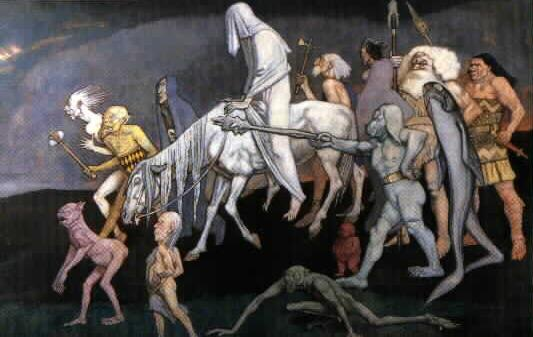
Fomóirové na obrazu Johna Duncana (1912)

Fomóirové (staroirsky: Fomoire, v moderní irštině: Fomhóraigh) jsou nadpřirozená rasa z irské mytologie. Jsou často vyobrazováni jako nepřátelské a monstrózní bytosti, které pocházejí z moře nebo z podsvětí. Později byli vyobrazováni jako obři a mořští nájezdníci. Jsou to nepřátelé prvních osadníků Irska a protivníci lidu Tuatha Dé Danann, což je další nadpřirozená rasa z irské mytologie. Vztah mezi Fomóiry a Tuatha Dé Danann je však komplexní a někteří příslušníci obou skupin se mezi sebou žení/vdávají a mají děti. Fomóirové jsou tak spojováni s jötnar z norské mytologie.
Zdá se, že Fomóirové byli bozi, kteří představovali škodlivé a ničivé síly přírody – jednalo se o personifikaci chaosu, temnoty, smrti, neštěstí a sucha. Naproti tomu Tuath Dé představovali bohy růstu a civilizace. Fomóirové byli také považováni za starší skupinu bohů, která byla vytlačena novější skupinou.

## Jméno
Ve staré a střední irštině se tato rasa obvykle nazývá „Fomoire“ nebo „Fomoiri“ (plurál) a jeden člen se nazývá „Fomoir“ (singulár). Ve střední irštině se také nazývají „Fomóraiġ“ (plurál) a „Fomórach “(singulár). V moderní irštině se tato jména přepisují jako „Fomhóraigh“ (plurál) a „Fomhórach“ (singulár). V angličtině se používá jméno „Fomorians“, „Fomori“ nebo „Fomors“.
Etymologie tohoto jména je předmětem debat. Panuje obecná shoda, že první část pochází z staroirského „fo“, ve významu „pod“, „dolní“, „spodní“, atd. Význam druhé části je nejasný. Jeden návrh říká, že slovo pochází ze staroirského „mur“ (moře) a že tedy celé jméno znamená „podmořské bytosti“. Jiný návrh nachází původ ve slově „mór“ (velký) a tedy celé jméno znamená „velké bytosti z podsvětí“, „obři z podsvětí“. Třetí návrh, který má mezi učenci největší podporu, vychází z toho, že původ spočívá v hypotetickém staroirském výrazu pro démony nebo fantómy, tak jak se nachází ve slově „Morrígan“ a v archaickém anglickém slově „mare“ (které přežívá ve slově „nightmare“ – noční můra). Celé jméno by potom mohlo znamenat něco jako „démoni z podsvětí“. Na tomto základě podává Marie-Louise Sjoestedt interpretaci tohoto jména jako „nižší“ nebo „latentní démoni“, čímž říká, že Fomóirové jsou „jako síly chaosu, vždy latentní a nepřátelští kosmickému řádu“.
Donald Schlegel přišel s myšlenkou, že Fomóirové byli Kartaginci, kteří založili obchodní stanici na západním pobřeží Irska. Navrhoval, že jméno Fomóirové pochází ze jména kartágského boha Pumaye zkombinovaného se staroirskou příponou „-rage“, a tedy že jméno znamená „lid Pumaye“.

## Genealogie
Genealogie z rukopisu Rawlinson B 502 uvádějí plnou genealogii Fomóirů, která jde zpět až k biblickému Noemovi, který byl v 10. pokolení po Adamovi a Evě.
Rukopis Rawlinson B 502, sekce 26, strana 330, říká:
„Bress m. Elathan m. Delbáeth m. Deirgthind m. Ochtaich m. Sithchind m. Molaich m. Lárgluind m. Ciarraill m. Fóesaim m. Meircill m. Leccduib m. Iachtaich m. Libuirnn m. Lathairn m. Soairtt m. Sibuirt m. Siuccat m. Stairnn m. Saltait m. Cair m. h-Iphit m. Philist m. Fuith m. Caim m. Nóe m. Laméch“.

## Charakteristiky
O Fomóirech se někdy říká, že mají lidské tělo a kozí hlavu, jak je uvedeno v textu z 11. století Lebor na hUidre („Kniha na kravském pergamenu“), nebo že mají jen jedno oko, jednu ruku a jednu nohu, ale že někteří, jako třeba Elatham otec Bres, byli velmi krásní. Sám Bres se honosí přízviskem „Krásný“.
Geoffrey Keating ve své Historii Irska vydané v roce 1630 tvrdí, že Fomóriové byli národ mořských tuláků pocházející od Noemova syna Hama.

## Irská mytologie
Středověká pověst o Partholónovi říká, že Partholón a jeho následovníci byli prvními, kteří přišli do Irska po Povodni, ale Fomóirové tam již byli. Geoffrey Keating zaznamenal lidové podání, které říká, že Fomóirové vedení Cicholem Gricenchosem přišli do Irska o dvě stě let dříve, živili se rybami a ptactvem dokud nepřišel Parthólon a nepřinesl pluh a voly. Parthólon porazil Cíocal v bitvě u Mag Itha, ale jeho lid později vymřel na mor.
Poté přišel Nemed a jeho následovníci. Říká se, že Irsko v té době bylo pusté již po dobu třiceti let, od smrti Parthólonova lidu, ale Nemed a jeho následovníci se po svém příchodu střetli s Fomóiri. V tomto místě Céitinn zmiňuje další lidové podání, které říká, že Fomóirové byli mořští poutníci z Blízkého východu, potomci Hama, syna Noemova. Nemed je porazil v několika bitvách, přičemž zabil krále Ganna a Senganna, ale nastoupili dva noví vůdci Fomóirů: Conand, syn Faebara, který žil v Conandské věži na ostrově Tory v hrabství Donegal, a Morc, syn Dely (všimněte si, že první generace lidu Fir Bolg byli také dle pověsti synové Dely).
Po smrti Nemeda zotročili Conand a Morc jeho lid a vyžadovali těžkou daň: dvě třetiny dětí, obilí a dobytka. Nemedův syn Fergus Letherg sebral armádu 60 tisíc bojovníků, povstal proti Fomóirům a zničil Conandskou věž, ale Morc na něho zaútočil s velkou flotilou a došlo k obrovským jatkám na obou stranách. Moře se nad nimi zvedlo a většina přeživších se utopila: uniklo jen třicet Nemedových lidí v jediné lodi, kteří se rozešli do různých částí světa.
Další invazi do Irska tvořil lid Fir Bolg, který se s Fomóiri nesetkal.
Další, Tuatha Dé Danann, kteří jsou obvykle považováni za bohy goidelských Irů, porazili lid Fir Bolg v první bitvě u Mag Tuired a převzali vládu nad Irskem. Protože jejich král Nuada Airgetlám ztratil v bitvě paži a nebyl fyzicky celý, stal se prvním králem Irska poloviční Fomóir Bres. Tento Bres se narodil v důsledku spojení mezi Ériu z lidu Tuatha Dé Danann a fomóirským princem Elathou, který připlul jedné noci po moři na stříbrném člunu. Jak Elatha, tak i Bres jsou popisováni jako velmi krásní. Bres se však ukázal jako špatný král, který nutil lid Tuatha Dé Danann k otrocké práci a k placení daní Fomóirům. Ztratil svoji autoritu, když byl zesměšněn za zanedbání své královské povinnosti pohostinnosti. Králem se znovu stal Nuada poté, co jeho paže byla nahrazena umělou paží zhotovenou ze stříbra, ale útisk lidu Tuatha Dé Danann Fomóiri i přesto pokračoval.
Bres unikl ke svému otci Elathovi a požádal ho o pomoc při znovuzískání království. Elatha odmítl, protože nechtěl dosahovat nečistými prostředky to, co nemohl získat čestně. Bres se tedy obrátil na Balora, což byl další z fomóirských náčelníků, který žil na ostrove Tory a byl více nakloněn válce. S jeho pomocí Bres sebral vojsko.
Lid Tuatha Dé Danann se také připravoval na válku pod vedením dalšího polofomóirského vůdce, Luga. Jeho otec Cian byl z lidu Tuatha Dé a jeho matka byla Balorova dcera Ethniu. To se v raných textech prezentuje jako dynastický sňatek, ale lidovým podáním se dochoval více rozvinutý příběh, ne nepodobný příběhu Persea z řecké mytologie. Balor, kterému bylo prorokováno, že bude zabit vlastním vnukem, zamkl Ethniu do skleněné věže, aby ji udržel z dosahu mužů. Když ale ukradl Cianovu magickou krávu, Cian se mu pomstil tím, že – s pomocí druidky jménem Biróg –  pronikl do věže a svedl Ethniu. Té se narodila trojčata, která Balor nařídil utopit. Dvě z dětí buď zahynuly, nebo se z nich stali první lachtani, ale jedno – Luga – Biróg zachránil. Luga dali na vychování Manammánovi a Taitiu. Jako dospělý získal Lug přístup k Nuadovi dvoru za pomocí tajemství všech umění a zde se stal velitelem armády.
Druhá bitva u Mag Tuired byla svedena mezi Fomóiri pod Balorovým velením a Tuatha Dé pod velením Luga. Balor zabil Nuadu svým strašlivým jedovatým okem, které zabíjelo vše, na co se podíval. Lug stanul proti svému dědovi, ale když tento otevíral oko, Lug vystřelil kámen z praku tak, že tento kámen prohnal Balorovo oko skrz jeho hlavu dozadu, čímž způsobil strašlivý zmatek v fomóirské armádě stojící za Balorem. Po Balorově smrti byli Fomóirové poraženi a vyhnáni na moře.
Tuatha Dé Danann a Fomóirové jsou blízcí příbuzní. Neit, bůh války, je počítán mezi předky obou.

### Cúchulainnův výcvik
Fomóirové byli v dosahu ještě i v době Cúchulainna. Ve středověké irské báji nazvané Cúchulainnův výcvik (The Training of Cú Chulainn), která se zachovala díky zápisu pořízeném Richardem Tipperem, který je uložen v Britské knihovně. Báje obsahuje následující pasáž:
Poté se rozdělili a Cúchulainn vyplul na otevřené moře. Když se tam dostal, uviděl velké shromáždění na pobřeží, které k němu bylo nejblíže, které čítal sto mužů a sto žen sedících uprostřed přístaviště, a mezi nimi spatřil sličnou pannu, milou a krásnou, nejvybranější ze všech žen na celém světě, jak všichni lamentují a bědují okolo této panny. Cúchulainn přišel k nim a pozdravil je. “Co způsobilo váš smutek nebo neštěstí?” zeptal se Cúchulainn. Panna mu odpověděla těmito slovy: „Královská daň, kterou požaduje kmen Fomóirů od této země každý sedmý rok, a sice prvorozeného z královských dětí. A nyní vyšlo na mě, abych šla jako daň, neboť králi jsem nejdražší z jeho dětí“. „Jaký počet si přijde vybrat daň?“ ptal se Cúchulainn. „Tři synové Alatromovi z kmene Fomóirů“, odpověděla, „jejich jména jsou Dub, Mell a Dubros“. Netrvalo dlouho, a zatímco spolu rozmlouvali, uviděli velkou loď s plnou posádkou blížící se po rozbouřených vlnách moře. A když lidé stojící okolo panny viděli připlouvající loď, všichni od ní utekli, a ani jeden s ní nezůstal, kromě Cúchulainna.A taková byla ta loď: jediný válečník, temný, chmurný, ďábelský na zádi té dobré lodi, smál se drsně, zlomyslně, tak, že každý viděl jeho vnitřnosti a jeho střeva přes tělo jeho jícnu. „Proč se směje tento velký muž?“ ptal se Cúchulainn. „Proto“, odpověděla panna, „že tě považuje za přídavek ke své dani v tomto roce“. „Podle mého“, řekl Cúchulainn, „by se takto nevychloubal, kdyby věděl, co z toho vzejde“. Poté ten velký muž přišel na pobřeží a k nim na pláž a natáhl vpřed svoji dlouhou, šlachovitou a ohyzdnou paži, aby uchvátil Cúchulainna stojícího před jeho královskou daní. V té chvíli Cúchulainn pozdvihl svoji pravici, obnažil svůj meč, mávl jím a uťal velkému muži hlavu, takže ta se stala prvním, co padlo Cúchulainnovi k nohám po ukončení jeho výcviku. A poté k němu padli další dva a on je takto zanechal, krk na krku.
Po pozdějších dobách byli všichni usazení piráti a mořští nájezdníci nezýváni Fomóiri a původní význam tohoto slova byl zapomenut.

### Seznam Fomóirů
- Balor
- Bres
- Cethlenn
- Cichol Gricenchos
- Conand
- Elatha
- Ethniu
- Tethra